# Lacerta media
Espèce
Synonymes
- Lacerta viridis media Lantz & Cyrén 1920
- Lacerta strigata wolterstorffi Mertens, 1922
- Lacerta trilineata israelica Peters 1964

Statut de conservation UICN

 LC  : Préoccupation mineure

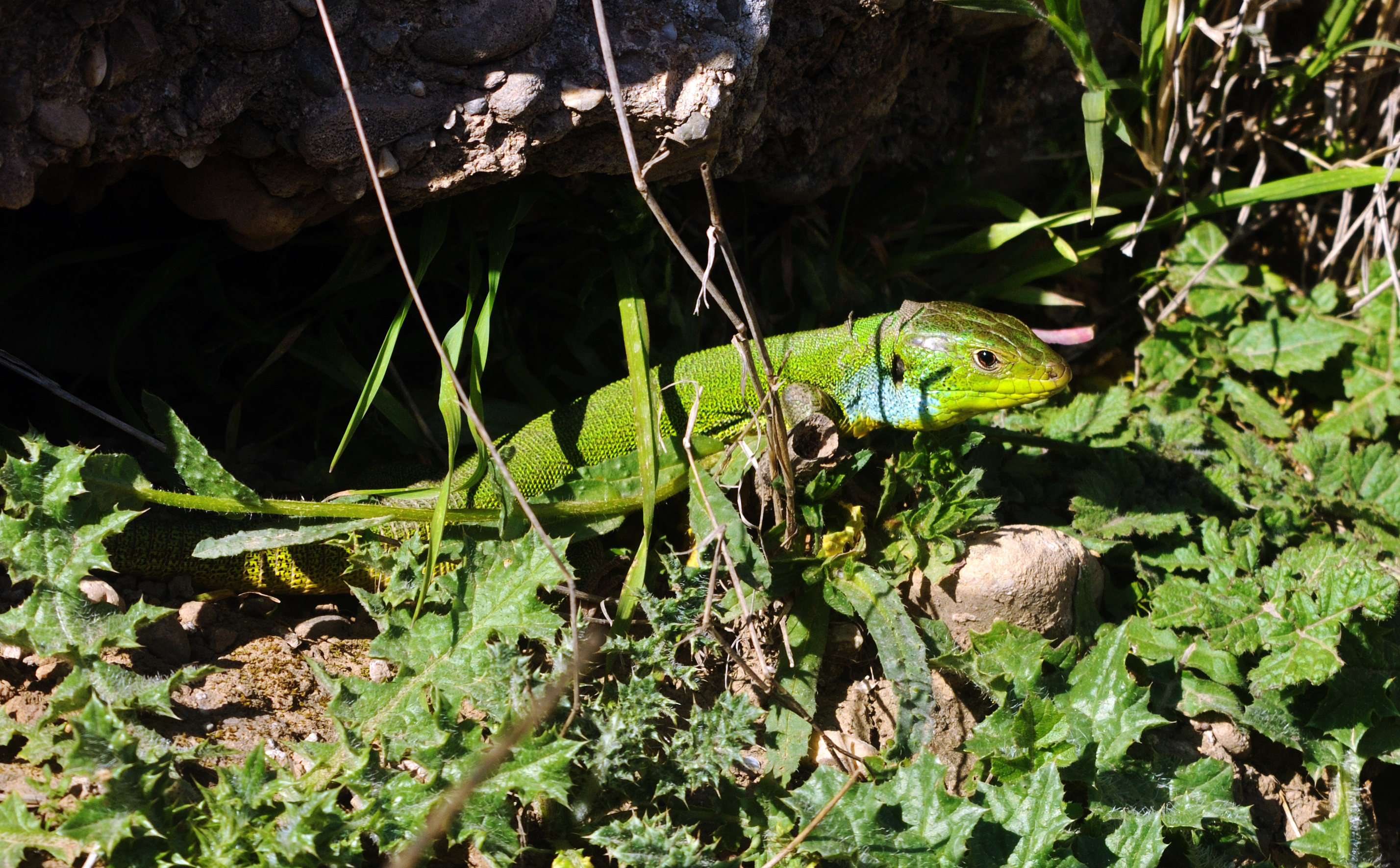
Lacerta media

Lacerta media est une espèce de sauriens de la famille des Lacertidae.

## Répartition
Cette espèce se rencontre au Daghestan en Russie, en Géorgie, en Azerbaïdjan, en Arménie, en Iran, en Turquie, en Syrie, au Liban, en Jordanie et en Israël.

## Liste des sous-espèces
Selon The Reptile Database (25 janvier 2013) :
- Lacerta media ciliciensis Schmidtler, 1975
- Lacerta media isaurica Schmidtler, 1975
- Lacerta media israelica Peters, 1964
- Lacerta media media Lantz & Cyrén, 1920
- Lacerta media wolterstorffi Mertens, 1922

## Publications originales
- Lantz & Cyrén, 1920 : Notes sur les Lacerta viridis du Caucase. Bulletin de la Société zoologique de France, vol. 45, p. 33-37 (texte intégral).
- Mertens, 1922 : Lacerta strigata wolterstorffi subsp. nov. Archiv für Naturgeschichte, Berlin, ser. A, vol. 88, no 3p. 193-195 (texte intégral).
- Peters, 1964 : Studien zur Taxionomie, Verbreitung und Okologie der Smaragdeidechsen. III. Die orientalischen Population von Lacerta trilineata. Mitteilungen aus dem Zoologischen Museum in Berlin, vol. 40, p. 185-250.
- Schmidtler, 1975 : Zur Taxonomie der Riesen-Smaragdeidechsen (Lacerta trilineata Bedriaga) Süd-Anatoliens (Reptilia, Lacertidae). Veröffentlichungen der Zoologischen Staatssammlung München, vol. 18, p. 45-68 (texte intégral).